# Герюгов, Азнаур Альбертович
Азнаур Альбертович Герюгов (12 августа 1992, Кант, Кыргызстан) — российский и киргизский футболист.

## Карьера
Футболом начал заниматься с семи лет. Первый тренер — Владимир Александров. Первоначально выступал на позиции нападающего. В 16 лет дебютировал в киргизской Премьер-Лиге за «Абдыш-Ату». Все в местной элите за два сезона забил три мяча. В 17 лет переехал в Академию Коноплева. Несколько лет играл за молодежную команду клуба «Лада-Тольятти», потом выступал за его основу. С 2019 по 2021 год игрок «Акрона», вместе с которым пробился в ФНЛ. С 2021 по 2024 год играет в «Волга», гор. Ульяновск, с 2023 года играет за футбольный клуб «Иртыш», г. Омск.
|              | кол-во матчей | кол-во забитых мячей | кол-во голевых передач | к/ж карточки |
| ------------ | ------------- | -------------------- | ---------------------- | ------------ |
| Вторая лига  | 154           | 23                   | 9                      | 1/23         |
| Первая лига  | 54            | 6                    | 2                      | 1/8          |
| Кубок России | 18            | 0                    | 1                      | 0/2          |

## Достижения
- Серебряный призер Чемпионата Кыргызстана (1): 2008
- Победитель зоны «Урал-Приволжье» Первенства ПФЛ (1): 2019/20